# 太閤将棋
| 9  | 8  | 7  | 6  | 5  | 4  | 3  | 2  | 1  |    |
| 香 | 桂 | 銀 | 金 | 王 | 金 | 銀 | 桂 | 香 | 一 |
|    | 飛 |    |    |    |    |    | 角 |    | 二 |
| 歩 |    | 歩 | 歩 | 歩 | 歩 | 歩 | 歩 | 歩 | 三 |
|    |    |    |    |    |    |    |    |    | 四 |
|    |    |    |    |    |    |    |    |    | 五 |
|    |    |    |    |    |    |    |    |    | 六 |
| 歩 | 歩 | 歩 | 歩 | 歩 | 歩 | 歩 | 歩 | 歩 | 七 |
|    | 角 |    |    |    |    |    | 飛 |    | 八 |
| 香 | 桂 | 銀 | 金 | 玉 | 金 | 銀 | 桂 | 香 | 九 |

太閤将棋（たいこうしょうぎ）は、将棋の変則ルールのひとつ。
駒の動かし方などのルールは通常の将棋と全く同じだが、初期配置で上手の飛車の前の歩を落としてある。駒落ち戦では上手が先手であることから、初手でいきなり竜王をつくり、さらに歩を一つ入手できる事が約束される。
太閤将棋の名の由来は、この将棋を太閤秀吉が考案したことによる。秀吉は将棋が好きだったが、あまりうまくなく、なかなか勝てなかった。しかし一番えらい太閤殿下が右へ左へと駒を落とされては格好がつかないので、このように駒を落とす側が圧倒的に有利になる将棋を考えたと伝承されている。
鈴木宏彦著、島朗協力「81枡物語」（毎日コミュニケーションズ、1999年刊）には、「（2七歩を落とすとして）▲2三飛成、△3四歩、▲2八龍、△8四歩、▲2四歩で先手の必勝形になる。このハンデは二枚落ち以上だろう」と述べられている。